# Armand Emmanuel du Plessis de Richelieu
Armand Emmanuel de Vignerot du Plessis, duca di Richelieu (Parigi, 25 settembre 1766 – Parigi, 17 maggio 1822) è stato un politico e diplomatico francese.
Fu due volte primo ministro di Luigi XVIII nel corso della Restaurazione borbonica.

## Esordi

### Formazione
Nacque a Parigi, gran nobile del regno di Luigi XVI, in quanto figlio del duca di Fronsac e nipote di uno dei favoriti di Luigi XV, il maresciallo di Richelieu, a sua volta pro-pro-nipote del cardinale di Richelieu.
Nel 1782, a quindici anni, sposò Rosalie de Rochechouart, una bambina di dodici anni, affetta da deformità, con la quale non ebbe mai relazioni più che formali.  Tant'è che, subito dopo il matrimonio, Armand partì, accompagnato dal proprio tutore, per il Grand Tour, recandosi, fra le altre città,  a Ginevra, Firenze e Vienna.

### Ingresso a corte
Rientrato nel 1785, dopo tre anni di permanenza all'estero, ottenne di essere arruolato nel reggimento di dragoni di Maria Antonietta e, nel 1786, ottenne dal nonno l'onore di sostituirlo quale premier gentilhomme de la chambre di Luigi XVI: suo compito diretto a Versailles era assistere il sovrano nelle giornaliere cerimonie del risveglio e del coricarsi. In quei brevi anni il, sia pur assai giovane, Armand si fece una fama a corte di persona austera e quasi puritana.

### Duca di Richelieu
Sino alla morte del nonno, avvenuta nel 1788, era conosciuto come Conte di Chinon.  A quel punto il padre ereditò il titolo di duca di Richelieu, e passò ad Armand il meno prestigioso titolo di duca de Fronsac.

## Esilio

### Inizio della rivoluzione

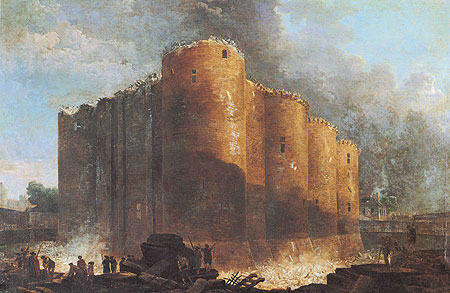
Presa della Bastiglia

Nel 1789, Armand era divenuto capitano del reggimento di ussari Esterhazy.
Ma, nel frattempo, gli eventi precipitavano: l'8 agosto 1788 Luigi XVI annunciò la convocazione degli Stati Generali per il 5 maggio 1789. Qui convocato, il 17 giugno di quell'anno il Terzo Stato si proclamò Assemblea Nazionale, il 20 giugno si ebbe il Giuramento della Pallacorda, il 9 luglio il Terzo Stato si riunì come Assemblea Nazionale Costituente e, il 14 luglio, venne presa la Bastiglia.
Il 5 ottobre di quell'anno, Armand era a Parigi quando cominciò la marcia del popolo su Versailles. Giustamente preoccupato della sicurezza della famiglia reale, si confuse nella folla e si incamminò per prevenire i suoi signori, per poi prendere una scorciatoia nei boschi e raggiungere la regina, che convinse a rifugiarsi negli appartamenti del sovrano: ciò che, probabilmente, le salvò la vita.

### Missione a Vienna

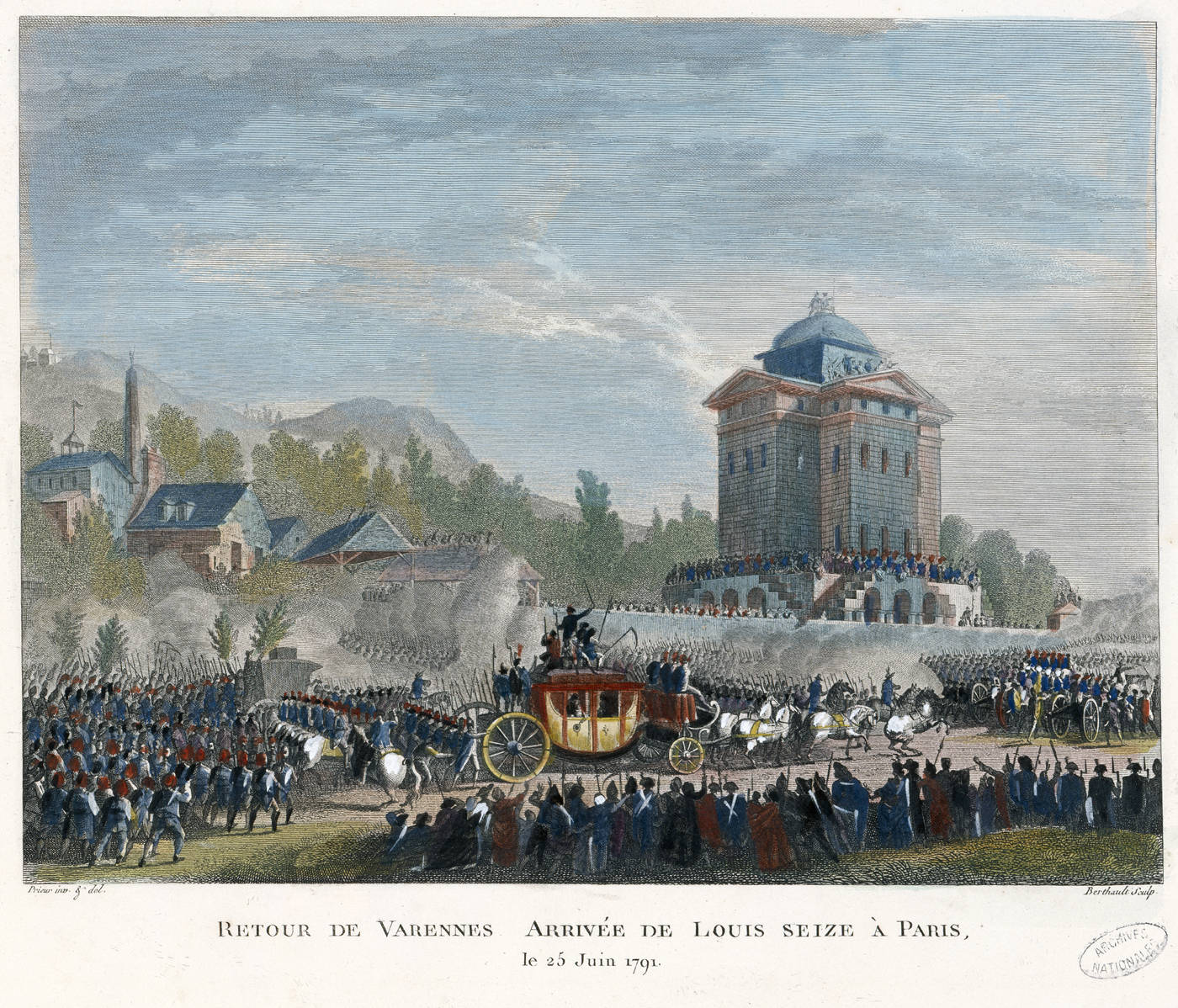
Il ritorno, sotto scorta, della famiglia reale a Parigi, il 25 giugno 1791, da un disegno del Prieur

Su istruzioni della regina, nel 1790 lasciò Parigi per Vienna, per comunicare con il di lei fratello, Giuseppe II. Non poté, però, giungervi prima del 20 febbraio, data di morte dell'Imperatore austriaco. Assistette, invece, a Francoforte alla incoronazione del fratello, Leopoldo II, già Granduca di Toscana. Che poi seguì a Vienna.

### Ufficiale nella guerra russo-turca
La permanenza gli permise di rinnovare l'amicizia con il principe Carlo di Ligne, figlio del famoso diplomatico austriaco Carlo Giuseppe. Insieme ad un altro fuoriuscito francese, il Langeron, essi deliberarono di arruolarsi come volontari nell'esercito imperiale russo, impegnato nella ennesima guerra con l'Impero ottomano, iniziata già dal 1787. Raggiunsero i quartieri russi del Suvorov a Bender (oggi Tighina, in Moldavia) il 21 novembre 1790. Ciò consentì loro di partecipare, un mese dopo, alla conquista di Izmaïl, caduta il 22 dicembre. Per il valore dimostrato, Armand venne decorato da Caterina la Grande con l'Ordine di San Giorgio e gratificato di una spada d'oro.

### Breve rientro a Parigi

Decapitazione di Luigi XVI

Nel 1791 morì il padre e Armand gli successe nel titolo di Duca di Richelieu. A quel punto ritornò a Parigi, per riassumere il proprio ruolo di primo gentiluomo di camera e servire il sovrano Luigi XVI (trasferito alle Tuileries sin dalla marcia su Versailles) in tempi tanto angusti. Non ne riguadagnò la fiducia, però, in tempo per essere informato dei segretissimi preparativi per la fuga a Varennes, la notte del 20 giugno 1791.
La situazione era ormai compromessa e, sentendosi inutile alla causa del sovrano, nel luglio ottenne, con il permesso reale, un passaporto dalla Assemblea Nazionale Costituente, che gli permise di tornare a Vienna, con un incarico diplomatico.

### Nell'esercito del Principe di Condé

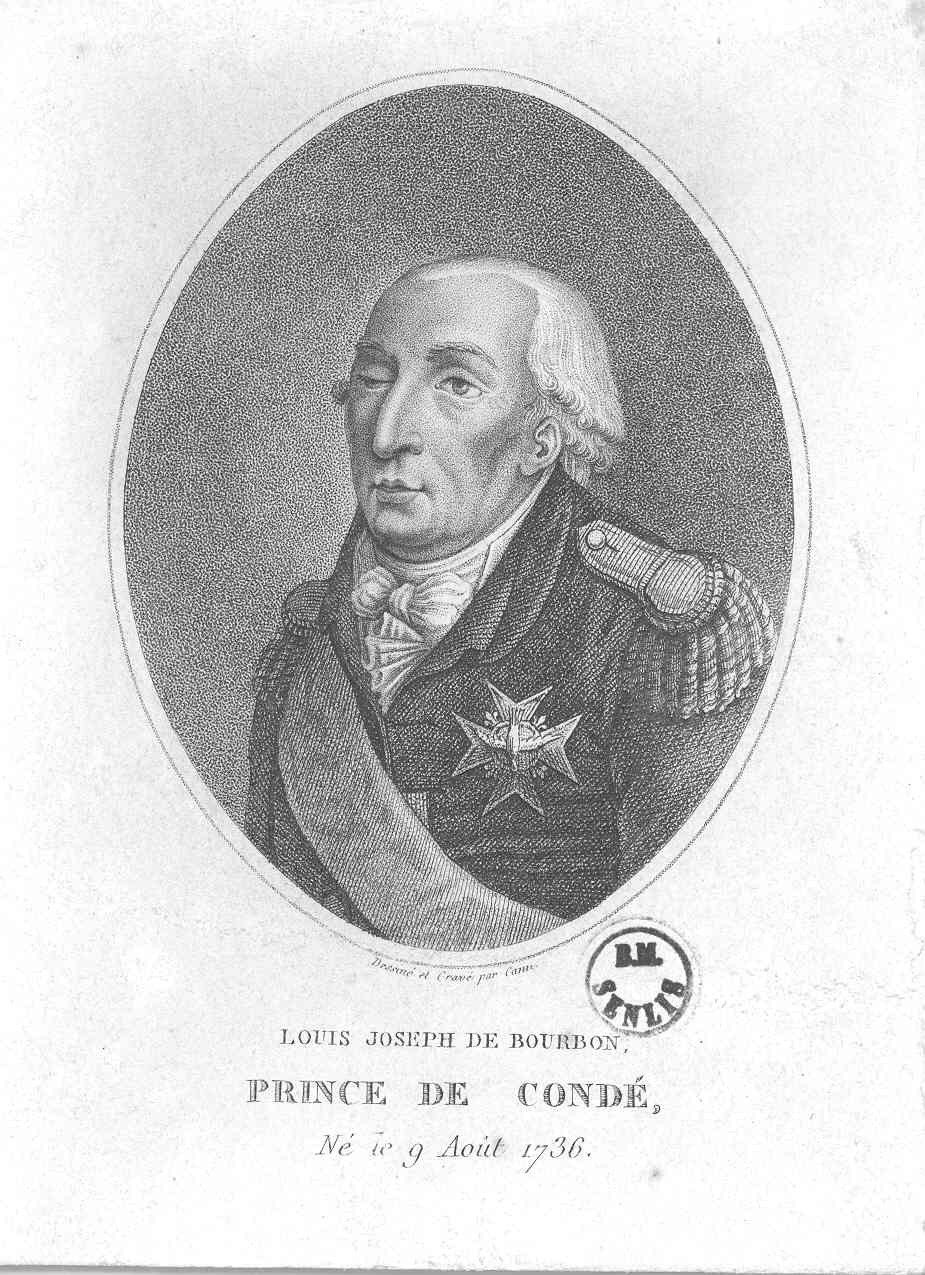
Ritratto del Condé

Dopo una breve permanenza a Vienna, Armand ruppe gli indugi e si arruolò nell'esercito dei fuoriusciti del Principe di Condé. Questi, già luogotenente generale, brillante comandante alla guerra dei sette anni e colonnello generale della fanteria, era stato uno dei primi ad emigrare dalla Francia dopo la presa della Bastiglia.
Dichiarato traditore dalla Assemblea nazionale, si vendicò organizzando un'“armata degli emigrati francesi” nella città tedesca di Worms. Essa combatté sul Reno nel 1794-95, specie a Wissembourg, Hagenau e Bentheim. Sinché a seguito del Trattato di Campoformio, del 17 ottobre 1797, che segnò la fine della guerra della prima coalizione, Vienna fu costretta a cessare la propria protezione e l'unità venne accolta sotto il comando russo.
Venne, quasi subito, la campagna d'Egitto che offrì l'occasione per la ripresa dei combattimenti in Europa, con la guerra della seconda coalizione, segnata dalle disfatte di Marengo e Hohenlinden. A Lunéville, Napoleone impose lo scioglimento della unità dell'armata dei fuoriusciti: il Principe di Condé si trasferì con il figlio in Gran Bretagna, dove rimase sino al ripristino dell'antico regime. Mentre il nuovo zar Alessandro I (nipote di Caterina II e succeduto il 23 marzo 1801 al padre Paolo I, assassinato dopo solo quattro anni di regno) offrì agli émigré posti da ufficiale nel proprio esercito. Armand accettò, raggiungendo il lusinghiero grado di maggior generale.

### Generale russo e governatore di Odessa

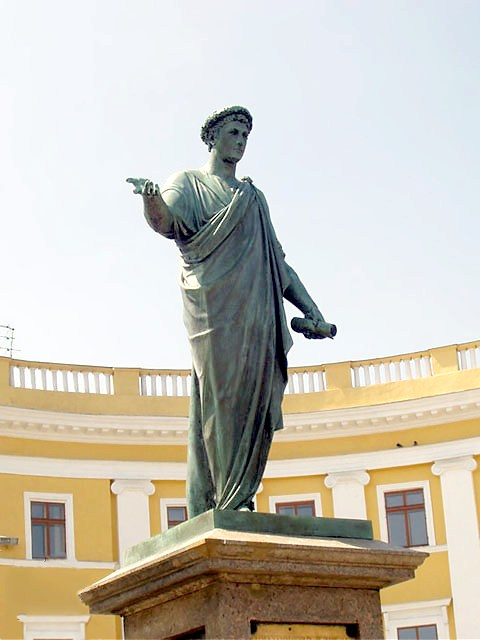
Statua del duca di Richelieu, Odessa, Ivan Petrovič Martos

Lo zar Alessandro I, con personale intervento, ottenne da Napoleone anche la cancellazione dalle pericolose liste degli émigré (un favore già richiesto dal duca, in occasione di un breve rientro in Francia, nel 1801, ma non concesso dall'Imperatore dei francesi). Lo zar doveva essersi affezionato al suo protetto, tanto che, nel 1803, lo nominò governatore di Odessa. Nel 1805, evidentemente soddisfatto, estese la carica all'intera provincia della Nuova Russia (Novorossija), ovvero tutto il sud della Russia recentemente conquistato agli Ottomani. Essa includeva i territori del Chersoneso Taurico, Ekaterinoslav (oggi Dnipropetrovs'k) e la Crimea.
Le attese dello zar non andarono deluse: nei suoi undici anni di governatorato, Armand trasformò Odessa da villaggio a importante città. Lì gli vennero dedicato un monumento bronzeo, eretto nel 1828, a coronare due famose scalinate che dominano il porto (immortalate dal film muto di Sergej Michajlovič Ėjzenštejn La corazzata Potëmkin).
Né gli incarichi si limitarono al campo civile: nel 1806-07 Armand comandò una divisione russa nel corso della successiva guerra russo turca, quella del 1806-1812. E venne coinvolto da frequenti spedizioni coloniali nel Caucaso.

## La Prima Restaurazione e i Cento giorni

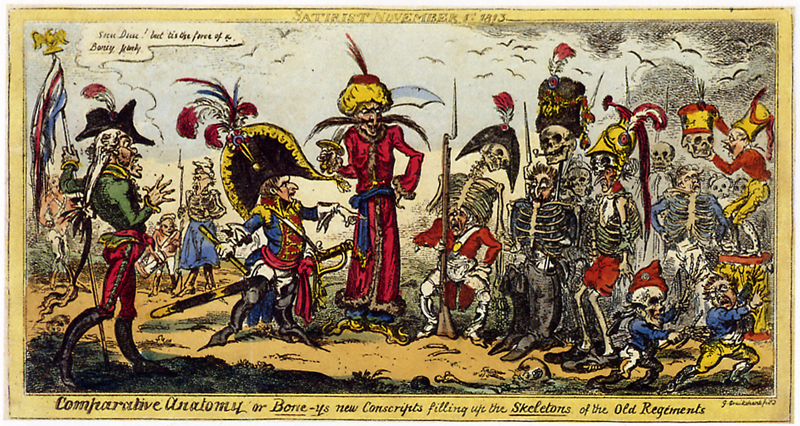
Caricatura della Grande Armata

Conservò l'incarico sino al 1814. Quell'anno prese congedo dallo zar vittorioso su Napoleone e seguì Luigi XVIII nel 1814, che lo nominò pari di Francia. Dopodiché accadde l'imprevisto: il 1º marzo 1815 il deposto Imperatore dei francesi lasciò l'Elba, sbarcò nel golfo di Cannes, venne acclamato dalle unità del generale Ney, inviate da Luigi XVIII ad intercettarlo e arrestarlo e, il 20 marzo fece il suo ultimo ingresso trionfale a Parigi.
Nel corso dei cento giorni che seguirono il ritorno di Napoleone dall'Elba, Armand seguì Luigi XVIII a Lilla e Gand.  Da dove, ancora una volta, si recò a Vienna, con l'intenzione di raggiungere Alessandro presso il Congresso.  Nella sostanza dovette trattarsi di un incarico di collegamento diplomatico, sicuramente d'accordo con il Borbone.
Il Buonaparte fece ogni possibile tentativo per ottenere dalle potenze coalizzate una pace che gli consentisse di mantenere il trono di Francia per sé, o per il figlio, principe di sangue asburgico.  In gioco non era, certo, la restaurazione del predominio francese, bensì la mera sostituzione di Luigi XVIII, che si era dimostrato assai debole, con un 're' assai popolare e decisamente ‘forte’. L'operazione non ebbe successo, probabilmente proprio perché Londra, Vienna e Berlino preferivano una Francia debole e sostanzialmente soggetta, ancorché non umiliata.  Sicuramente perché la caduta dell'orco aveva motivato il sacrificio di un'intera generazione sui campi di battaglia di tutta Europa.  Ma, certamente, non furono inutili le pressioni del Talleyrand (delegato al Congresso di Vienna, che si sarebbe concluso quel 9 giugno) e dello stesso Richelieu.  Che spesero la propria reputazione nel sostenere la buona causa del defenestrato Luigi

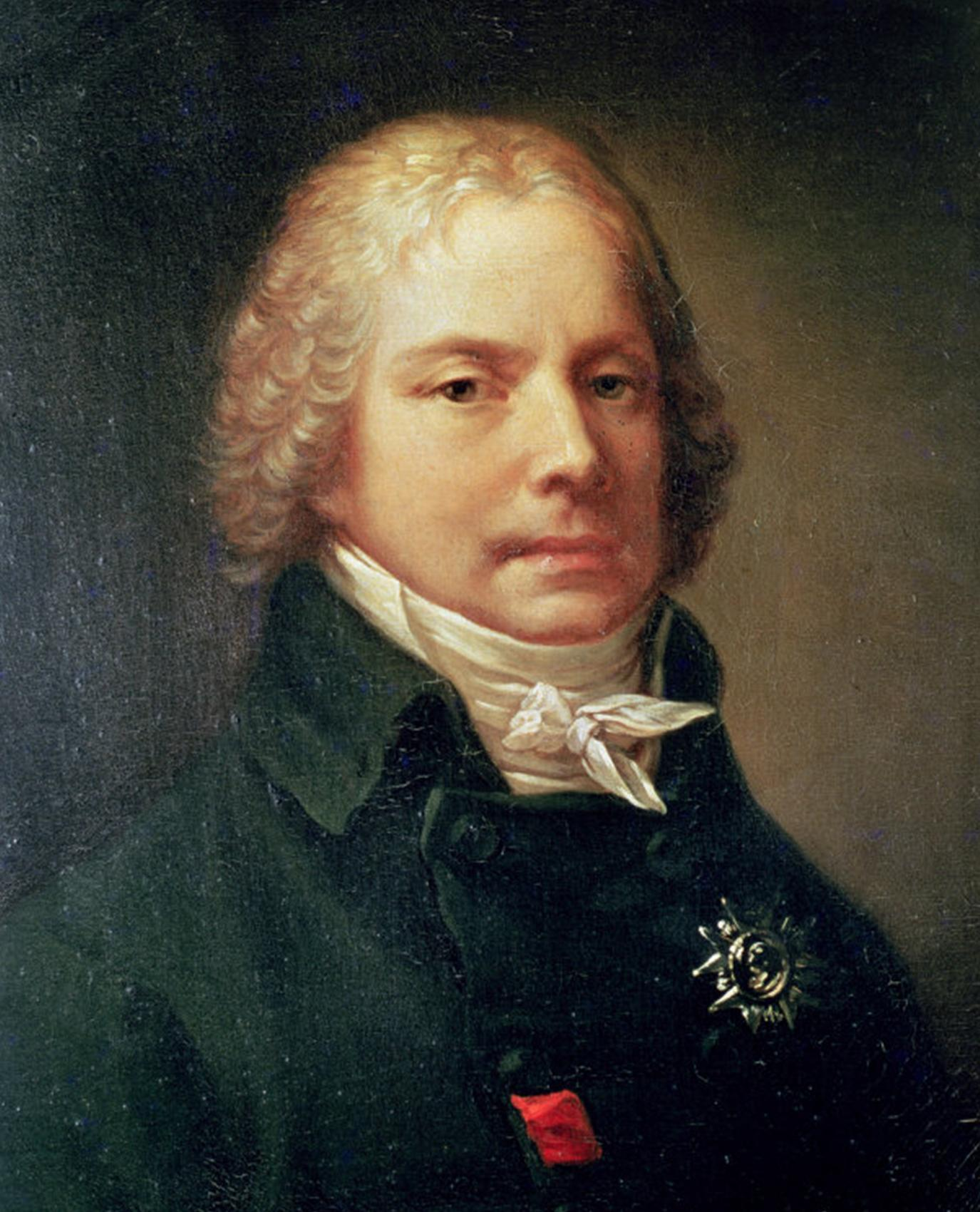
Ritratto del Talleyrand (dettaglio), Pierre Paul Prud'hon

Venne, quindi, la non imprevedibile disfatta di Napoleone a Waterloo, il 18 giugno.  Il 15 luglio si arrese a bordo della nave inglese HMS Bellerofont e venne istradato verso Sant'Elena.

## La Seconda restaurazione

### Il governo Talleyrand

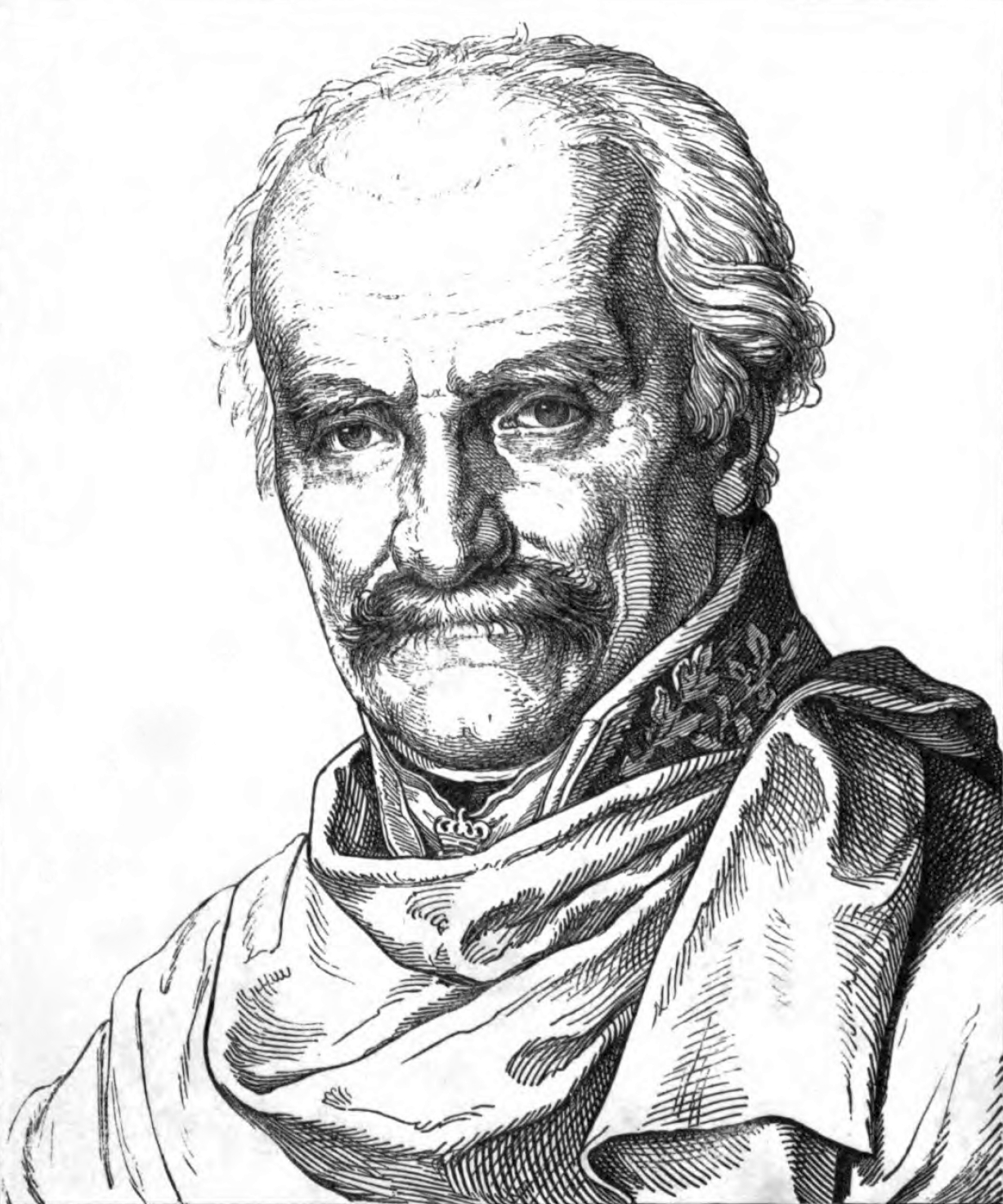
Ritratto del feldmaresciallo Blücher

In vista del rientro a Parigi, Luigi XVIII decise di far tesoro degli errori commessi e restaurò il titolo di primo ministro, affidando la carica al Talleyrand reduce dagli insperati successi ottenuti dalla Francia al Congresso di Vienna.
Pare che Luigi XVIII avesse offerto un ministero anche al Richelieu, proprio in virtù della sua influenza presso le potenze vincitrici:  egli, tuttavia, rifiutò il posto, ufficialmente a causa della ignoranza delle cose di Francia, dovuta alla lunga assenza dalla patria.  Più probabilmente, per una saggia valutazione politica:
Talleyrand e il suo ministro di polizia Fouché, con il loro passato rivoluzionario ed imperiale, erano assai poco popolari in una Francia reduce da quindici anni di sangue incessante.  E Richelieu fu abbastanza saggio da non legare il proprio nome al loro.

### Elezione di una camera dei deputatiultra-realista
Vennero, subito dopo, le elezioni generali:  al contrario della comune vulgata, infatti, il restaurato regno di Luigi XVIII si distingueva nettamente da quella del fratello e predecessore Luigi XVI per una solida Carta dei diritti, ricalcata sul modello inglese, che prevedeva una camera alta, detta camera dei pari, di nomina reale (come la Camera dei lord), nonché una Camera dei deputati, eletta a suffragio ristretto.  Le elezioni ebbero luogo il 14 agosto, e risultò dominata da una fortissima maggioranza (circa 350 su un totale di 402 eletti) reazionaria (ultra-realista, nel lessico politico dell'epoca).
Nessuno si aspettava un simile esito, a cominciare dal sovrano e dal primo ministro: il primo la definì, anzi, Chambre introuvable (Parlamento introvabile), in quanto come uscita da chissà dove, scollegata dalla reale società francese (e, dunque 'introvabile', introuvable).

### Sostituzione del Talleyrand con il Richelieu

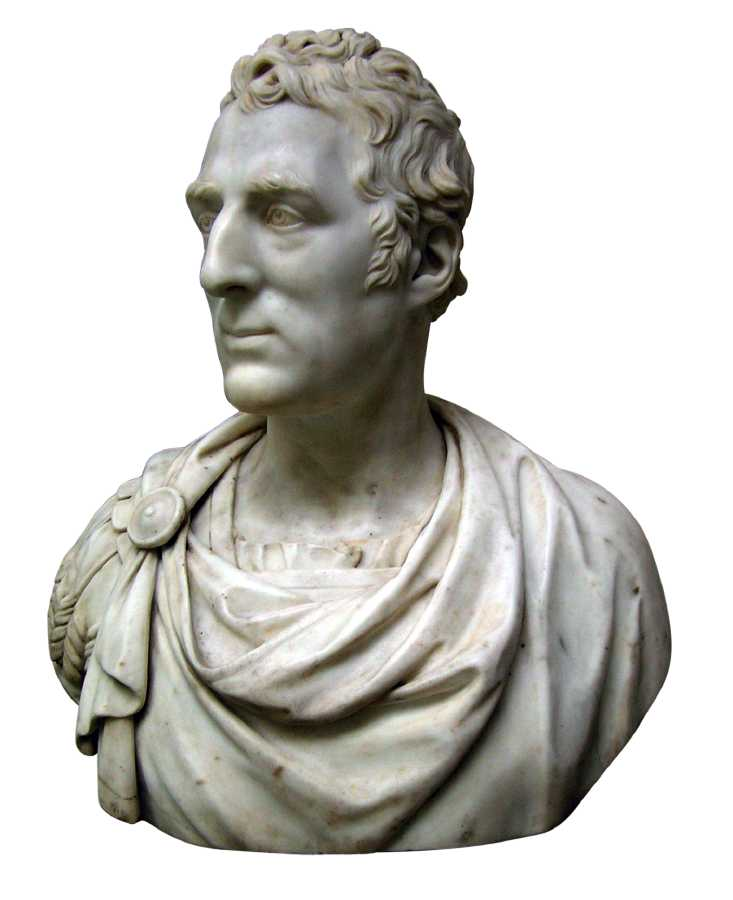
Ritratto del duca di Wellington

Ma l'esito elettorale fu talmente netto da spingere Luigi XVIII ad accomodare l'opinione pubblica sostituendo, il 24 settembre, il governo Talleyrand con il primo governo Richelieu. Si trattava di una scelta saggia, essendo il nuovo Primo ministro, un grande aristocratico il quale, in forza della propria incrollabile lealtà alla casa dei Borbone, era pronto ad offrire una politica di conciliazione nazionale.
Ma, soprattutto, assai legato allo zar di Russia: una qualità non secondaria in un paese sconfitto e occupato:  gli inglesi occupavano tra la Senna e la frontiera belga, i Prussiani fra la Senna e la Loira e la Bretagna. russi, Sassoni, soldati dell'Assia e del Württemberg fra il Reno e la Loira, gli austriaci sino all'Ardèche e al Gard.  Di tutti, solo gli inglesi erano conosciuti per pagare quel che prendevano.  All'estremo opposto i Prussiani si distinsero per saccheggi, incendi e crimini di ogni genere.
Saccheggi a parte, il mantenimento di tali truppe era a carico della Francia, per l'enorme cifra di circa 130 milioni all'anno (per rapporto, l'intera campagna di Waterloo era costata agli alleati circa 150 milioni):  significativamente, Richelieu ebbe anche il portafoglio degli Affari Esteri.
Richelieu accettò, probabilmente volentieri.  Ma, per meglio segnalare la distanza dall'ormai reietto Talleyrand, accreditò l'impressione di essersi deciso al passo solo su forte insistenza del Montmorency.  E, per meglio sostenere il precedente, recente, rifiuto, disse di accettare “nonostante non conoscesse il volto di alcuno dei suoi colleghi ministri”.

### La disapprovazione del Talleyrand

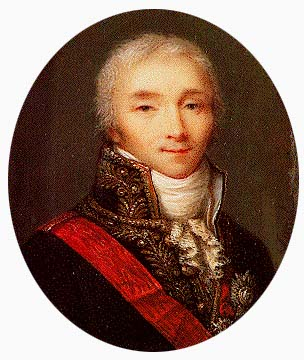
Ritratto di Joseph Fouché

Talleyrand la prese male, benché conservasse un seggio alla camera dei pari e venisse (subito) gratificato del titolo di gran ciambellano: avrebbe commentato, sarcastico: “Buona scelta, è il francese che conosce meglio la Crimea!”.  Ma, cinico e saggio, seppe sfruttare l'occasione per rifarsi un adeguato pedigree liberale: ciò che gli avrebbe consentito di passare indenne (ancora una volta e al contrario del suo sodale Fouché) i quindici anni della restaurazione e di tornare sulla scena con l'avvento della successiva Monarchia di Luglio.

### Contrasto fra Luigi XVIII e la cameraultra-realista
Nel primo anno di governo, Richelieu ebbe il suo daffare nel contrastare la maggioranza ultra-realista della Chambre introuvable, che si distinse per provvedimenti quali: la creazione di corti di giustizia gestite dal clero (cours prévôtales), la condanna perpetua per tutti quei membri dell'Assemblea Nazionale che avevano votato a favore del gighliottinamento di Luigi XVI, il sostegno alla condanna (votata dalla camera dei pari) del maresciallo Ney (giustiziato il 7 dicembre).  Ovvero la soppressione della legge sul divorzio (l'8 maggio 1816), su iniziativa del visconte di Bonald.
In definitiva tale politica mirava alla piena restaurazione dell'ancien Régime.  Qualcosa che contrastava con il vitale interesse del sovrano alla riconciliazione nazionale e, anzi, costituiva una seria minaccia alla stabilità del regno. Di tale punto di vista il Richelieu si fece deciso interprete.  Il quale dava personalmente il buon esempio, evitando di rivendicare gran parte dei propri antichi possedimenti, già sequestrati durante gli anni dell'esilio, anche in virtù di una florida posizione economica (grazie al continuato favore dello zar).  Un vantaggio che contrastava con la condizione della maggior parte degli émigrée.

### Elezione di una nuova camera a liberalecostituzionale

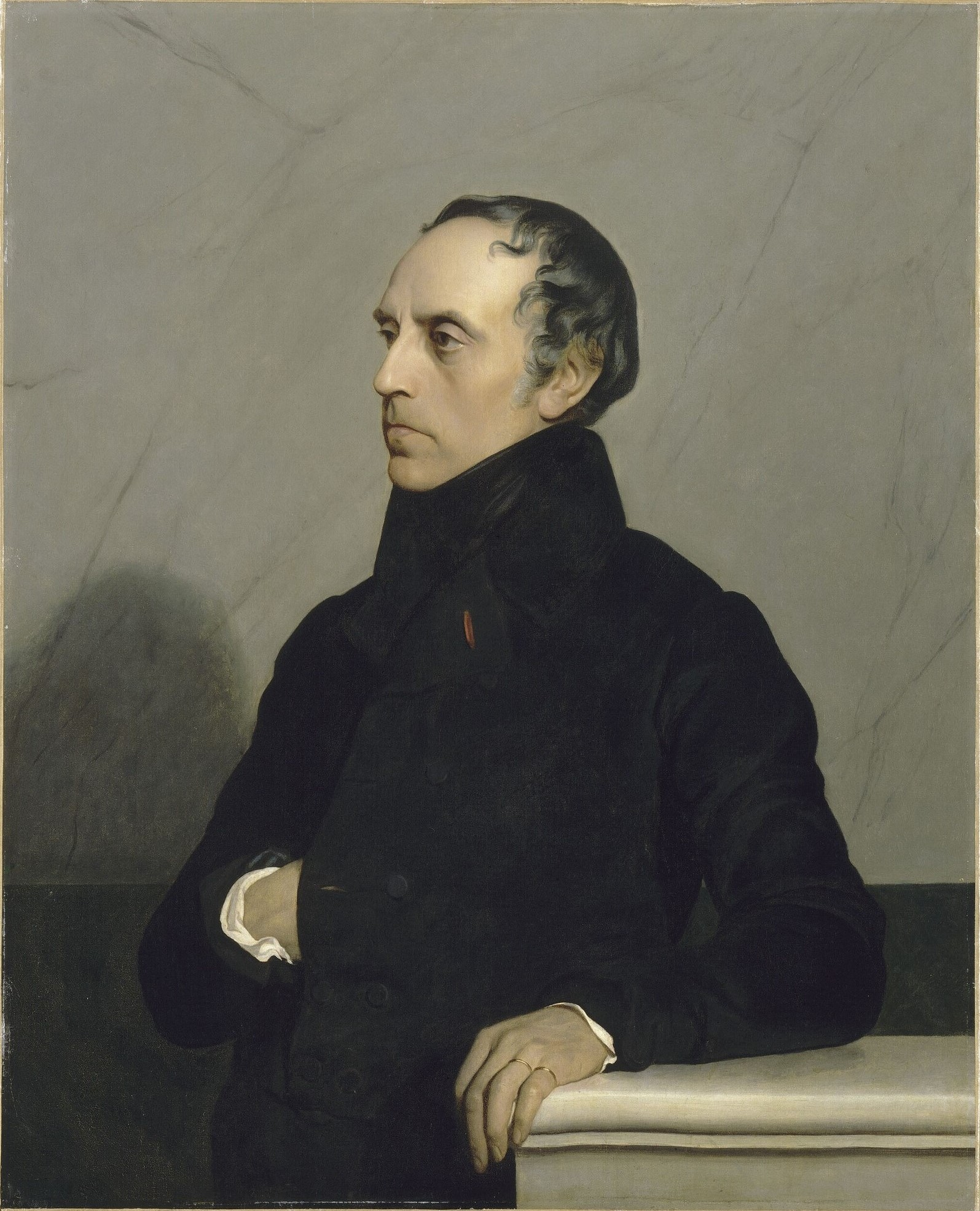
Ritratto di François Guizot

Richelieu ebbe la fortuna di avere il sostegno dell'ambasciatore russo Pozzo di Borgo e, perfino, del duca di Wellington, allora tout-puissant comandante delle truppe di occupazione inglesi in Francia. Cosicché Luigi XVIII si convinse a procedere allo scioglimento della Chambre introuvable, il 5 settembre 1816.
Le nuove elezioni ebbero luogo ad ottobre, e il loro esito diede loro ragione: gli Ultra passarono da 350 a 100 deputati (eletti specialmente nell'Ovest e nel Midi), i liberali detti costituzionali da 30 a 250 deputati (specie dai collegi urbani del centro e del nord), il resto andando ad indipendenti o liberali più radicali.

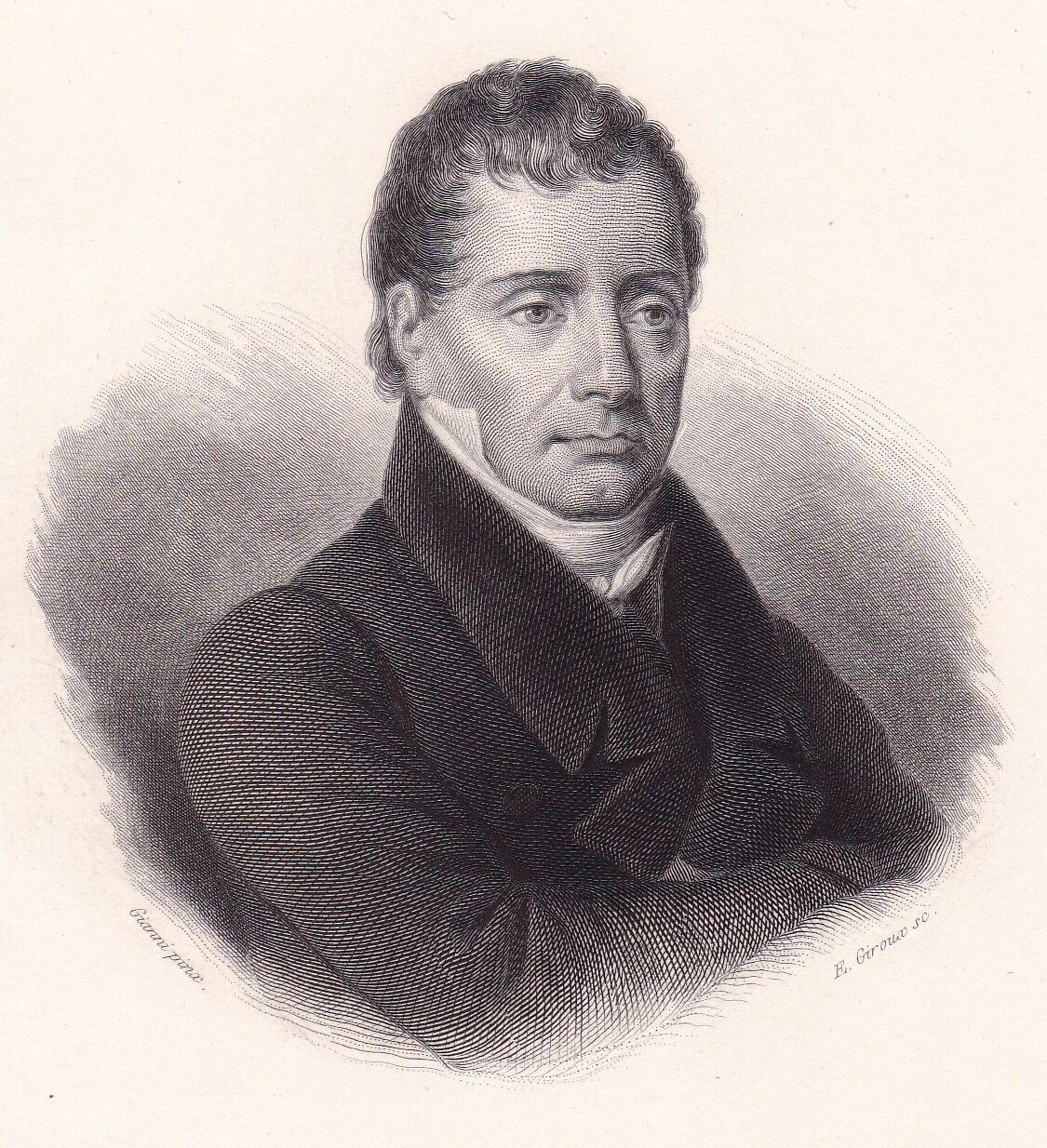
Ritratto di Pierre-Paul Royer-Collard

Nei mesi successivi, i liberali costituzionali, sotto la guida del Royer-Collard e del Guizot, si costituirono in un partito detto dei liberali dottrinari (Doctrinaires), che intendevano sfruttare i poteri della Camera, per limitare i poteri reali, profittando della politica più moderata che il re desiderava, e Richelieu era pronto ad offrire.

## Il primo governo Richelieu

### La situazione finanziaria
L'urgenza principale era rappresentata dal pagamento delle riparazioni di guerra: già nel 1814 lo Stato era praticamente in bancarotta: si dice che Luigi XVIII, giunto a Parigi, non avesse trovato nel tesoro di Stato che la miseria di 100 000 scudi.  il ministro delle finanze, Joseph-Dominique Louis detto baron Louis, aveva emesso nuovo debito all'8%, messo in vendita nuovi beni dello Stato e soprattutto ridotto al massimo le spese militari: la drastica riduzione degli effettivi e il dimezzamento dei salari ai soldati di truppa, ebbero un salutare effetto finanziario ma certamente contribuirono alla ottima accoglienza che Napoleone ricevette al ritorno dall'Elba.

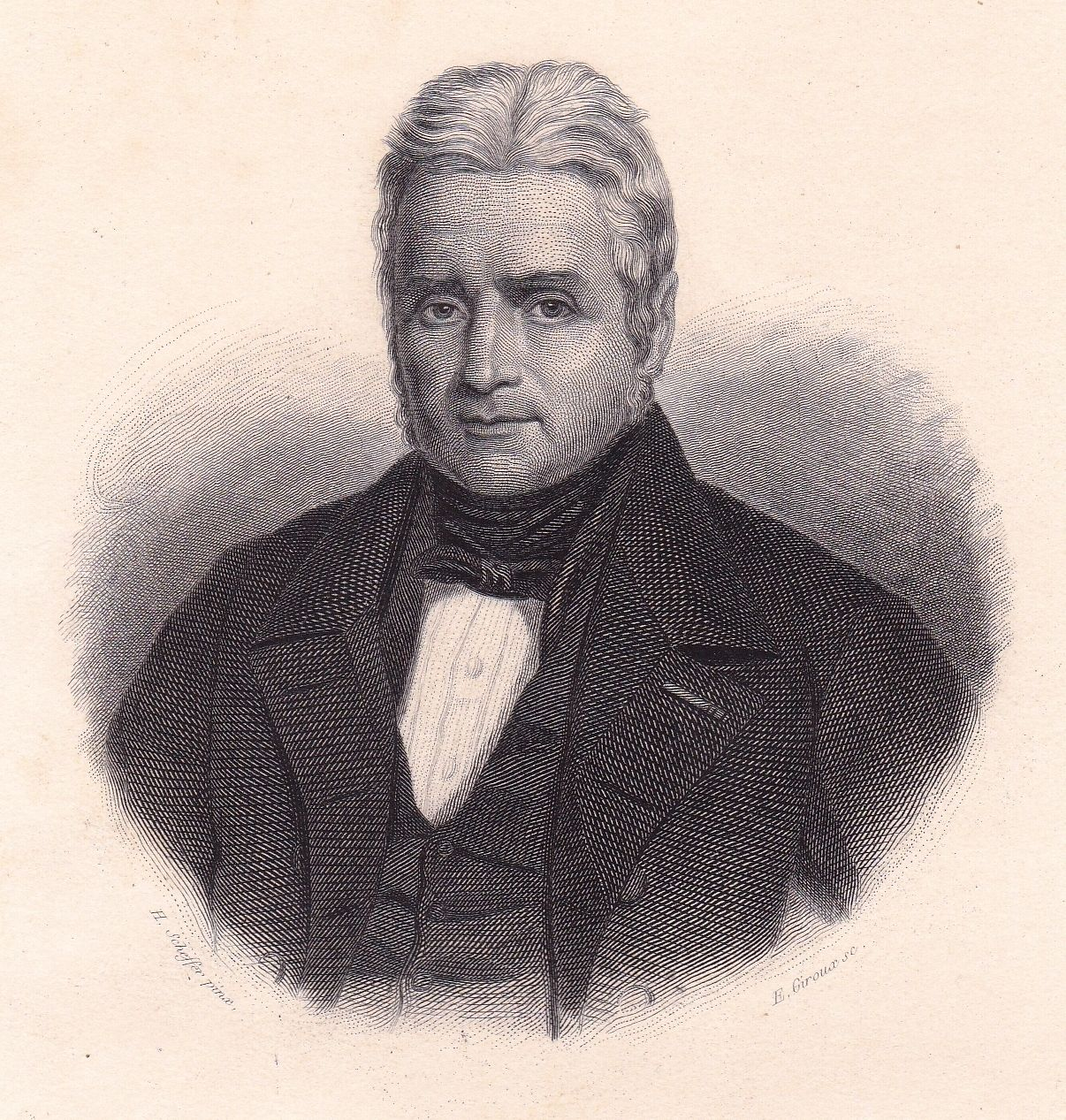
Ritratto di Jacques Laffitte

Le cose erano ulteriormente peggiorate dopo cento giorni: Parigi, oltre alle proprie immense spese militari, dovette rimborsare agli alleati altri 150 milioni, che si aggiungevano ai circa 550 precedenti, e a 130 milioni per il mantenimento delle truppe di occupazione.  Tanto che Louis dovette accettare un prestito ponte al 52,50%.  E, ancora alcuni mesi più tardi Wellington, da capo del corpo britannico di occupazione, si permise di inviare una lettera al re, sottolineando il rischio che “il dibattito parlamentare” mettesse in pericolo “il bilancio dello stato, essenzialmente l'unico soggetto al quale tutta Europa sia interessata”.
Le cose erano a questo punto, quando entrò in carica il governo Richelieu con un nuovo ministro: il giurista di origine italiana Luigi Emanuele Corvetto, che fu capace di migliorare la ragione di credito del Regno, emettendo prestiti a condizioni maggiormente accettabili, favorito da una prima riduzione delle truppe di occupazione, che Richelieu aveva ottenuto già nel 1816.
Nel quadro del risanamento finanziario, il 28 aprile 1816 venne varata la legge istitutiva delle Caisse des dépôts et consignations, che portò, il 29 luglio 1818, alla creazione, a Parigi, della Caisse d'Epargne et de Prévoyance, su iniziativa del Laffitte e del Delessert.
Obiettivo primario di Corvetto era mettere da parte abbastanza denaro, per rimborsare le indennità di guerra e “comprarsi” la fine della occupazione straniera.  Le condizioni vennero poste con la presentazione del budget per l'esercizio 1818, assai migliore del precedente.  Ciò consentì al Richelieu di proporre agli alleati lo scambio che attendevano: il pagamento anticipato delle riparazioni di guerra (drasticamente ridotte), in cambio dello sgombero.  Uno scambio che gli alleati accettarono.

### Il congresso di Aquisgrana

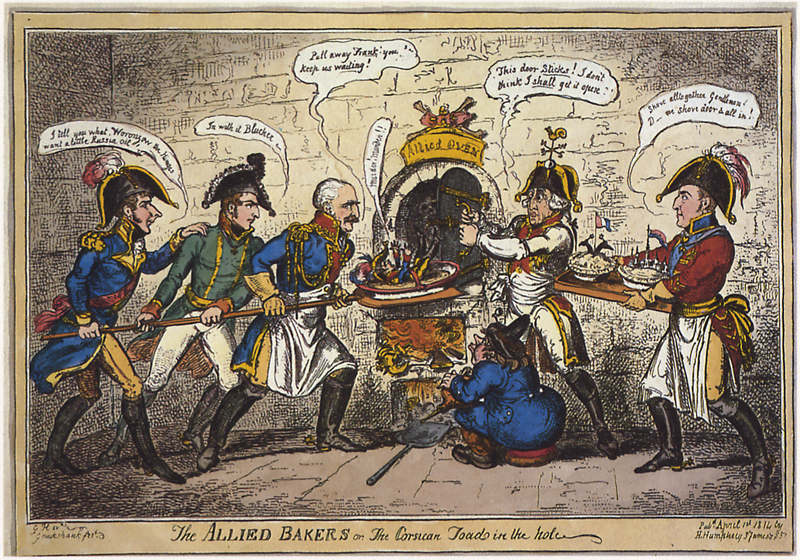
Caricatura degli alleati della sesta coalizione, 1814

Il grande momento del Richelieu venne dal 1º ottobre alla fine del novembre 1818, con il Congresso di Aquisgrana: esso riuniva, per la prima volta dopo Vienna, le quattro potenze vincitrici su Napoleone il Grande: Impero austriaco, Impero russo, Regno di Prussia e Regno Unito, rappresentati ognuno al massimo livello da imperatore, zar, re, primi ministri e cancellieri.
Essi stabilirono il ritiro dei corpi di occupazione in Francia, sottoscrissero un protocollo segreto che confermava la garanzia reciproca in funzione anti-francese, accompagnato da una pomposa dichiarazione riguardo alla fraternità delle quattro potenze cementata dai legami della fratellanza cristiana.  Tali conclusioni non dispiacquero al Richelieu, invitato per gentile concessione degli alleati.  Formalmente egli registrò un grande successo, in quanto:
- aveva raggiunto l'obiettivo, vitale per la Francia: la liberazione dal peso dell'occupazione,
- venne invitato ad aderire pubblicamente alla dichiarazione formale: quanto bastava a presentare all'opinione pubblica il ritorno nel consesso delle potenze,
- ma, cosa ancora più importante, il Richelieu venne informato del protocollo segreto.  E ne fu tutt'altro che dispiaciuto: anzitutto, perché ciò rappresentava una sicura garanzia alla stabilità del trono del suo sovrano, eppoi per la forma segreta, che un'alleanza pubblica avrebbe rappresentato una grave umiliazione per il restaurato governo.

Conseguentemente agli accordi, al termine del congresso Richelieu pagò le riparazioni di guerra e, il successivo 30 novembre 1818, gli occupanti cominciarono il rimpatrio.

### La riorganizzazione dell'esercito

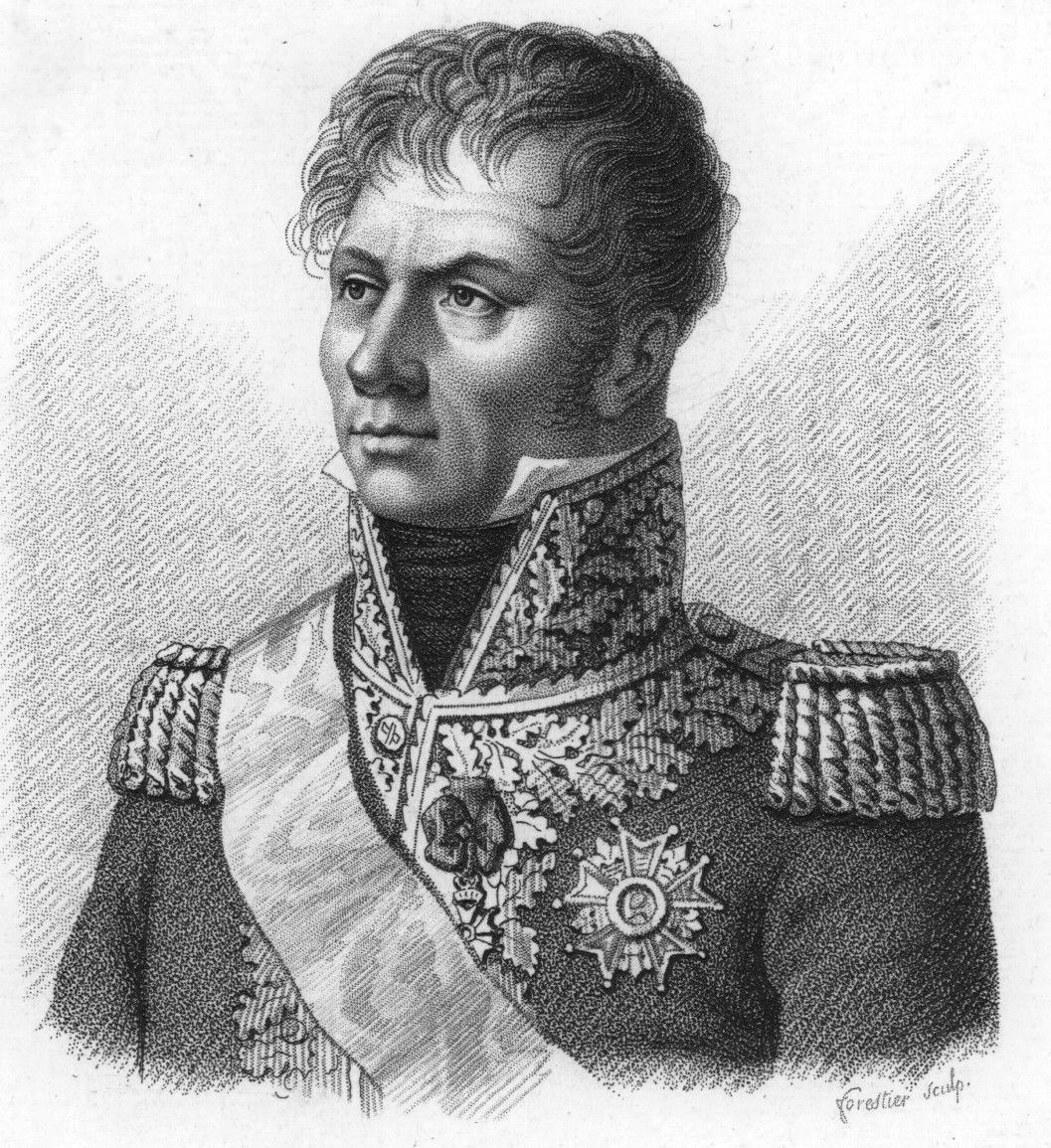
Ritratto del marchese de Gouvion Saint-Cyr

Il ristabilimento delle finanze passava, anche, per la riorganizzazione dell'esercito, che aveva assorbito la gran parte delle risorse del Primo Impero.  Essa venne affidata al Gouvion-Saint Cyr, Maresciallo dell'Impero ma estraneo ai cento giorni. Divenuto ministro della guerra il 26 settembre 1815, in sostituzione del Clarke.
Il 12 marzo 1818 fece approvare la fondamentale Legge Gouvion-Saint-Cyr che introduceva fondamentali riforme: (i) reclutamento primariamente volontario, (ii) estrazione a sorte di un contingente di 60 000 uomini, limitata al fine di compensare carenze di effettivi, (iii) leva di sei anni, (iv) esclusione contro pagamento di un prezzo di riscatto, (v) passaggio ad ufficiale unicamente previo servizio biennale, ovvero scuola militare, (vi) ammissione alle scuole militari solo per concorso.
L'intervento ebbe tale successo, da essere a lungo mantenuto dai diversi regimi che si succedettero nell'Ottocento in Francia.

### La politica interna
Richelieu aveva accettato di condurre un ministero costituzionale.  Ciò che non faceva, di lui, un liberale.  

Essenzialmente, egli metteva al servizio del sovrano le proprie capacità e relazioni, per condurre la politica che questi, in quel 1816, desiderava:  sostenere una politica conforme alla 'costituzione' appena ottriata (dal francese octroyée: concessa dal sovrano), al fine di mantenere il consenso interno e ristabilire, in tal modo, il prestigio della dinastia; ottenere lo sgombero delle truppe di occupazione, al fine di permettere il risanamento finanziario.

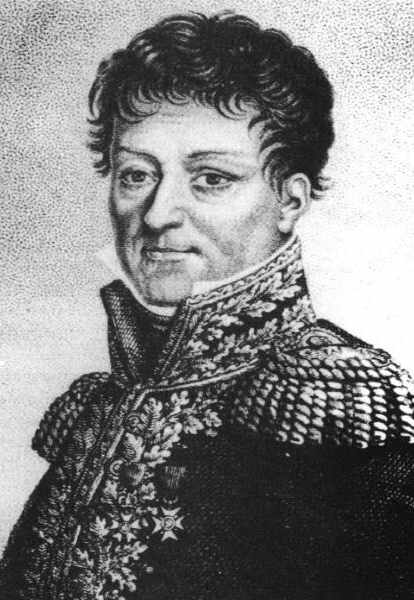
Ritratto del maresciallo Carnot

In politica interna, tuttavia, Richelieu, non rinunciò all'assunto indispensabile della restaurazione francese, ovvero il bando della vita pubblica (e non dal Paese, come volevano gli ultra) dei soggetti compromessi: (i) con la votazione di ghigliottinare Luigi XVI (i regicidi), (ii) con incarichi pubblici durante i cento giorni. Tant'è che, nel 1816, Richelieu accettò un seggio della Académie française, lasciato libero dall'Arnault, che era stato cacciato (il 1º marzo, insieme ad altri 11), in quanto ministro dell'educazione nel corso dei cento giorni.  Poco dopo venne inviato in esilio il sommo generale Carnot in quanto regicida e ministro dell'interno dei cento giorni.  Il 13 aprile venne chiusa per indisciplina l'École polytechnique, riaperta solo il 17 gennaio 1817, riformata e ribattezzata royale.
Analoghe considerazioni valgono per la materia religiosa: nel 1816 venne permesso il ritorno dei Gesuiti, l'11 giugno 1817 venne presentato un progetto di concordato, che permetteva il ristabilimento delle diocesi soppresse con il concordato del 1801 (il provvedimento non venne approvato dalle camere).
Da ultimo, la legge elettorale del febbraio 1817, che prevedeva un nuovo sistema di voto, con gli elettori (circa 100 000 in tutta la Francia) concentrati nei capoluoghi dei dipartimenti a formare un collegio elettorale e, lì, eleggevano direttamente i deputati.  Una legge decisamente governativa, in quanto consentiva un diretto controllo dei collegi, da parte dei prefetti e delle autorità locali.
L'operato del primo Richelieu deve, quindi, essere giudicato non in base al metro di un maggiore o minore reazionarismo, bensì del successo rispetto agli obiettivi che Luigi XVIII gli aveva posto: lui li raggiunse tutti: ciò che consente di giudicarlo un politico di grande successo.

## Gli scandali
Tale successo venne ottenuto, nonostante due incidenti di percorso, che val la pena di ricordare perché ancora oggi se ne è conservata memoria.

### L'affare della Medusa

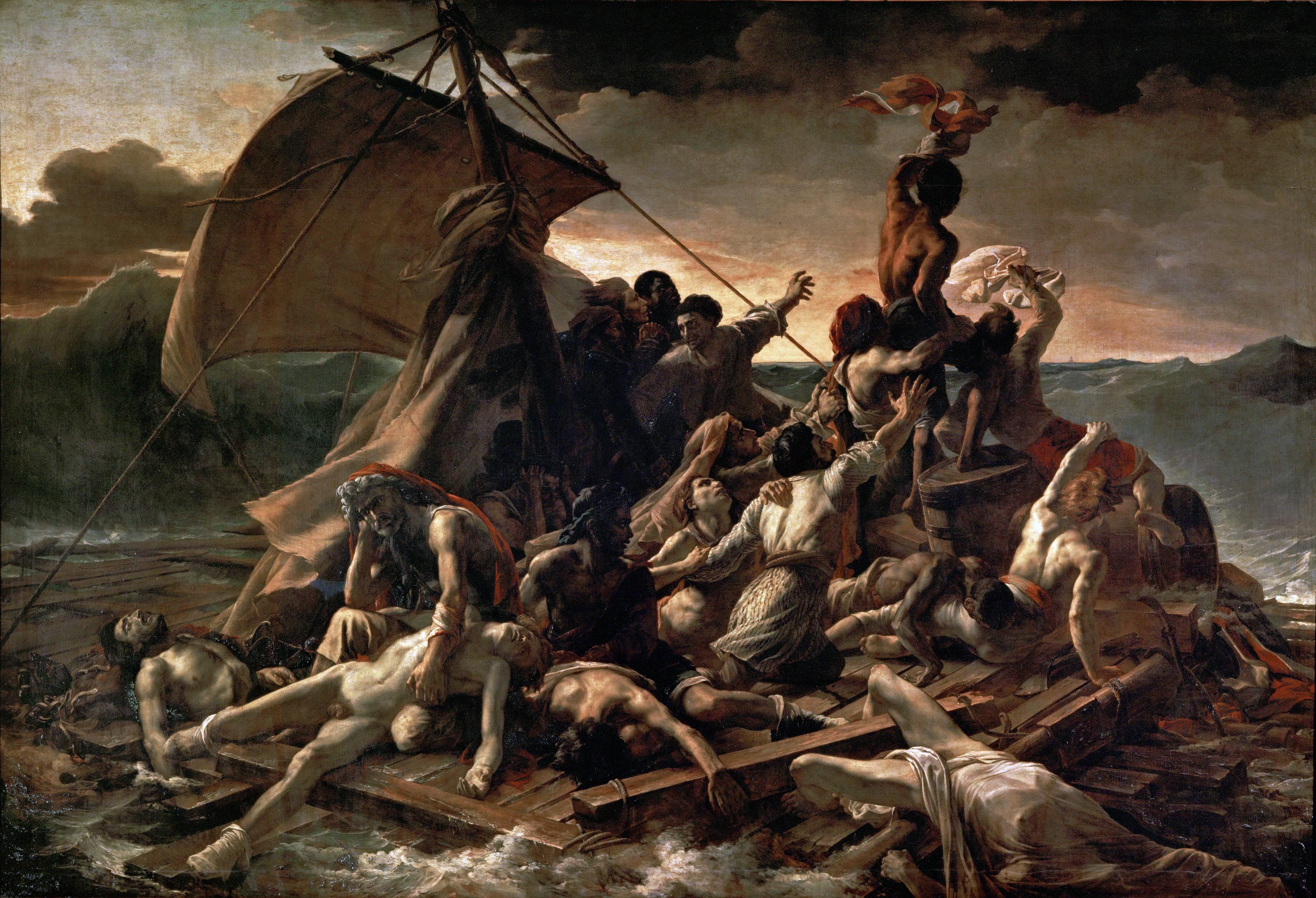
La zattera della Medusa, opera del Géricault

Il primo occorse il 2 luglio 1816, con il naufragio de la Méduse: una fregata francese, in navigazione verso il Senegal, si incagliò.  250 passeggeri vennero imbarcati su sei scialuppe, 139 marinai e soldati su una zattera.  Poco dopo l'inizio della navigazione, la zattera andò alla deriva e dei 139 ne sopravvissero 13.
Lo scandalo scoppiò il 13 settembre seguente, allorché il foglio antiborbonico Le Journal des Débats, pubblicò una relazione del chirurgo Henry Savigny, sopravvissuto della zattera: egli raccontava del clima di violenza e sopraffazione fra i sopravvissuti.  Ma gli avversari del governo sottolinearono innanzitutto la discriminazione sofferta dai non-privilegiati, eppoi la circostanza che il comandante de Chaumaray fosse un emigrée, rientrato nel 1814.  E montarono un affare politico, che non cessò nemmeno dopo la condanna a tre anni di prigione del de Chaumaray, il 3 marzo 1817.

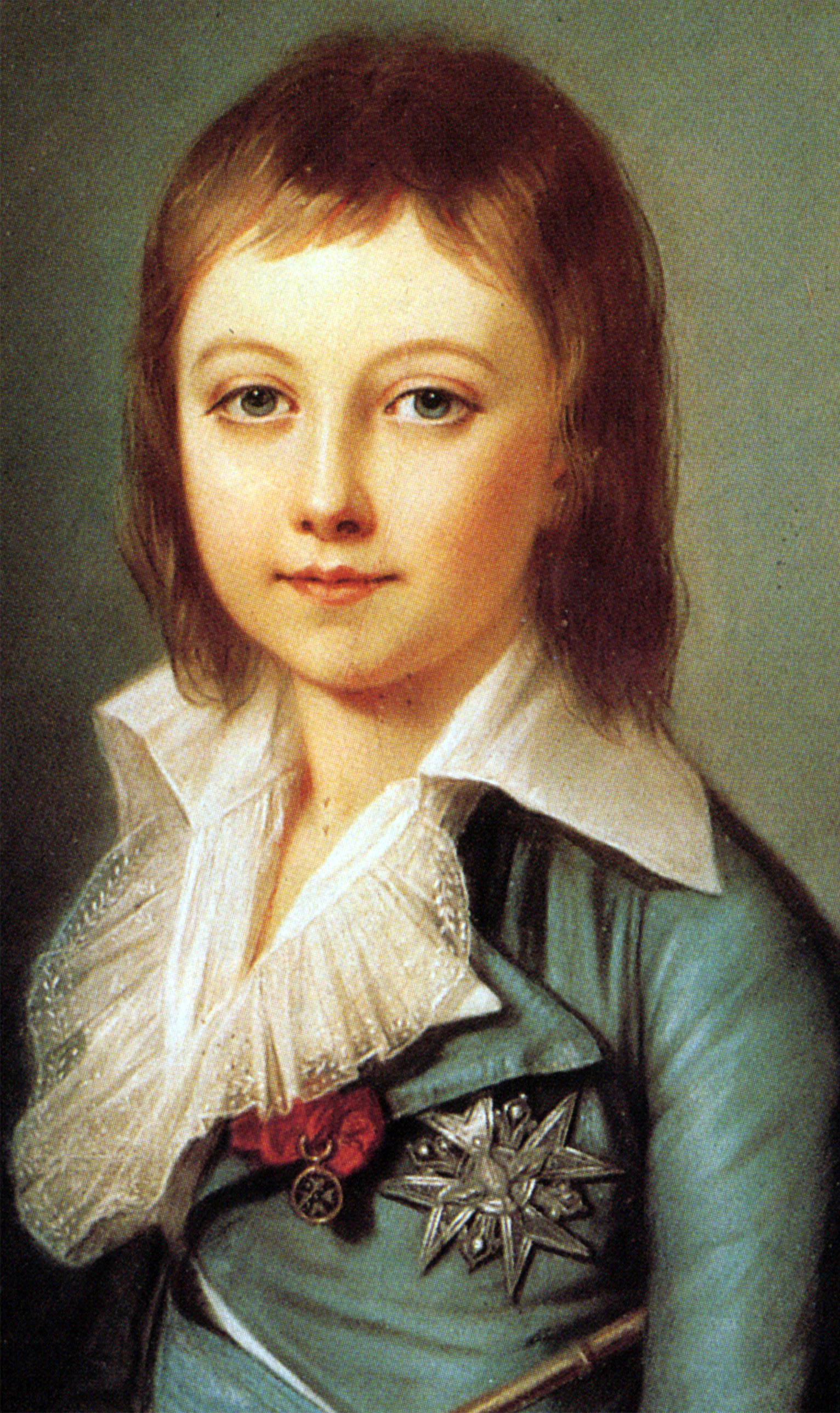
Ritratto di Luigi XVII

### L'Affaire Fualdès
La notte fra il 19 e il 20 marzo 1817, a Rodez, antica cittadina del dipartimento dell'Aveyron, nella lontana regione del Midi-Pirenei, venne orribilmente assassinato un antico procuratore imperiale, tal Antoine Bernardin Fualdès.  Seguirono due processi (1817-18), al termine dei quali eseguite tre condanne a morte, e comminati tre ergastoli e altre pene.
Le cose si complicarono quando emerse che l'assassinato, in passato acceso rivoluzionario, fosse a conoscenza di una supposta evasione del (eventualmente sopravvissuto) Luigi XVII, il figlio maschio di Luigi XVI e Maria Antonietta, strappato dai rivoluzionari a sette anni dalla madre, incarcerato, costretto ad accusare di incesto la madre, probabilmente stuprato e morto ad appena nove anni, nel 1795.  Tesi che vennero rilanciate anche dalla assai letta stampa britannica, che diede un bel contributo al successo del feuilleton.  Non mancò nemmeno un quadro del buon Géricault, intitolato les Assassins de Fualdès.

### Le prime dimissioni
Ciò che mise realmente in difficoltà il governo Richelieu fu la crisi economica del biennio 1816-18.  In una società primariamente agricola, era venuto l'anno 1816, ricordato come l'anno senza estate: piogge continue, vendemmie tardive, cattivi raccolti, probabilmente legati alla esplosione del vulcano Tambora in Indonesia, nel precedente aprile 1815.  I cattivi raccolti continuarono sino a tutto il 1817, trascinando una crescita dell'85% del prezzo del frumento e la discesa, dal 15% al 20%, dei prezzi dei prodotti industriali (sul periodo 1815-17).  Ciò che provocò, nel 1817 le inevitabili sollevazioni popolari.
In un simile contesto, la situazione politica precipitò il successo dei liberali alle elezioni parziali del 1818, che seguiva un analogo esito alle parziali del 20 settembre 1817, lo costrinse alle dimissioni. Con Luigi XVIII che cercò un ministero più liberale, affidandolo al Dessolles, il 29 dicembre 1818.

## Intermezzo liberale

### Il governo Dessolles

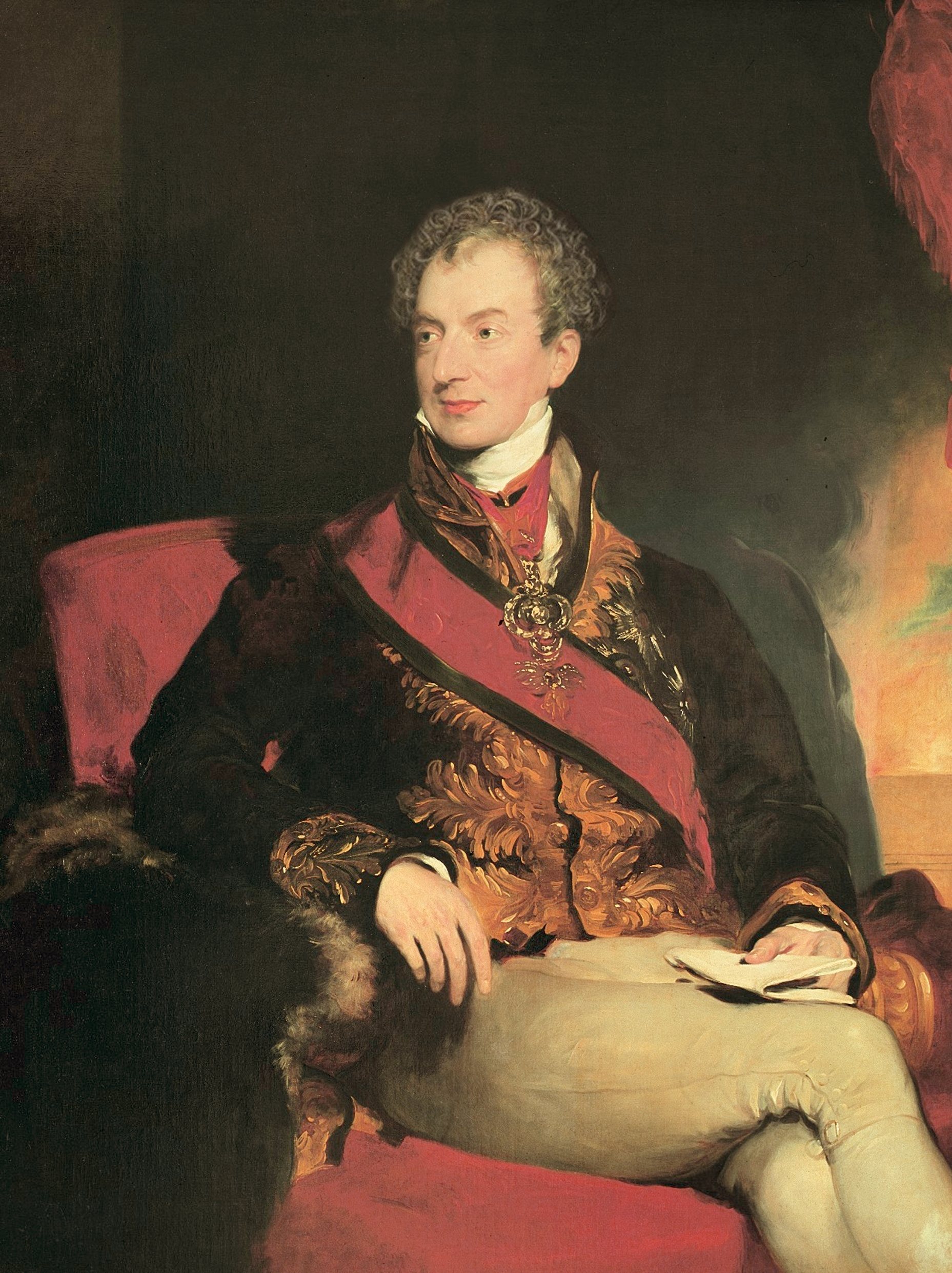
Ritratto del cancelliere Metternich

Dessolles si distinse per l'abolizione del Ministero di Polizia (nonostante la ostinata opposizione della camera dei pari) e per una sostanziale riduzione della censura.  Le elezioni parziali del 1819, sancirono il successo di tale politica, con una nuova vittoria liberale.  Tutto ciò, però, allarmò moltissimo le potenze della Quadruplice, che presero a pietra di scandalo l'elezione dell'abate Grégoire, noto liberale, già noto come pretre citoyen, uno dei padri della infame 'Costituzione civile del clero'. Il cancelliere austriaco Metternich si spinse sino a suggerire che tali eventi potessero comportare l'applicazione del protocollo segreto del Congresso di Aquisgrana.

### Il governo Decazes
Luigi XVIII ne fu talmente terrorizzato, da indurre Dessolles alle dimissioni, sostituendolo, il 18 novembre 1819, con il moderato Decazes.  Con l'impegno di introdurre una modifica della legge elettorale che rendesse impossibile il ripetersi di uno scandalo come l'elezione dell'abate Grégoire.
Decazes realizzò l'esclusione dell'abate dalla Camera dei deputati e mutamenti alla legge elettorale che sembrarono, insieme, insufficienti per gli "ultra-realisti", da destra, e inaccettabili ai liberali, dalla sinistra. La situazione si aggravò ulteriormente, quando giunse notizia del successo della rivoluzione liberale spagnola, iniziata dal del Riego il 1º gennaio 1820, poi sopita e infine trionfante con i tumulti di Madrid del 7-10 marzo 1820.

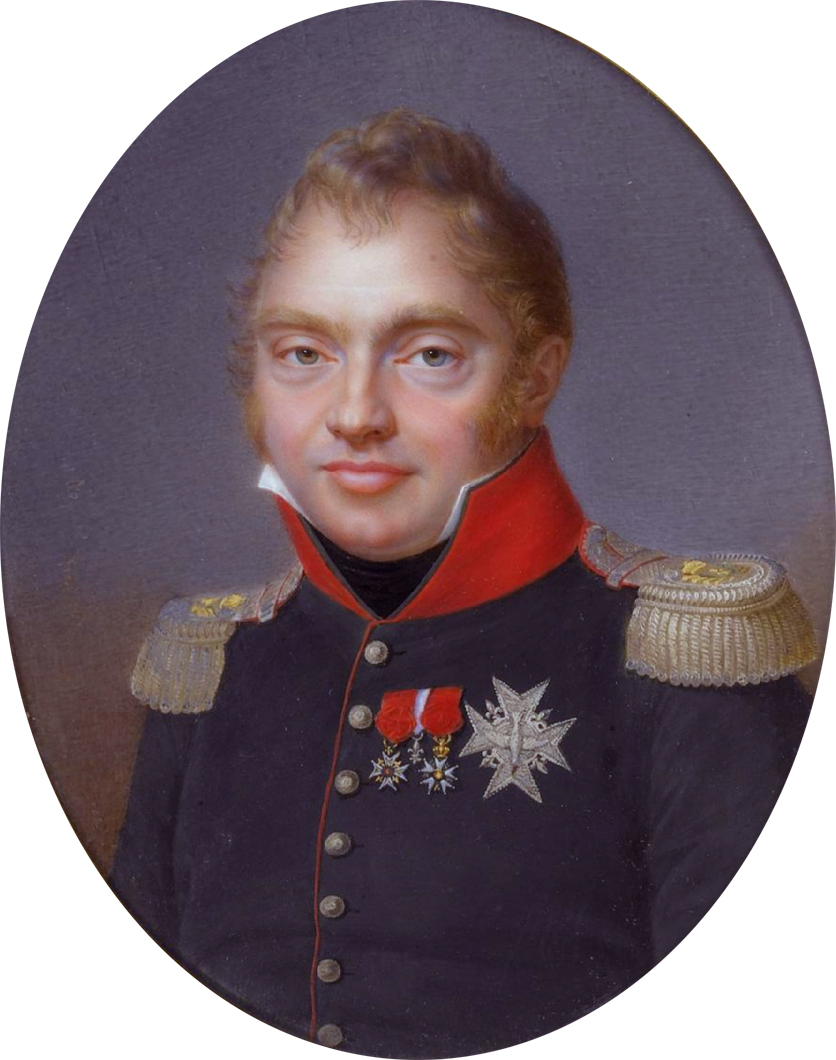
Ritratto di Carlo di Borbone-Francia, duca di Berry, miniatura di Jacques Augustin.

Il primo ministro cominciò ad essere accusato come il nuovo Seiano, il moderno Catilina e simili. Sinché venne l'assassinio del duca di Berry, avvenuta il 13 febbraio 1820. Decazes venne, addirittura, accusato di complicità con il clamoroso delitto politico. A quel punto Carlo di Borbone, padre del duca di Berry e fratello del re, impose le dimissioni del governo, il 17 febbraio. Che il primo ministro, accettò. In premio venne nominato Duca e ambasciatore a Londra.

## Il secondo governo Richelieu

### La svolta a destra di Luigi XVIII

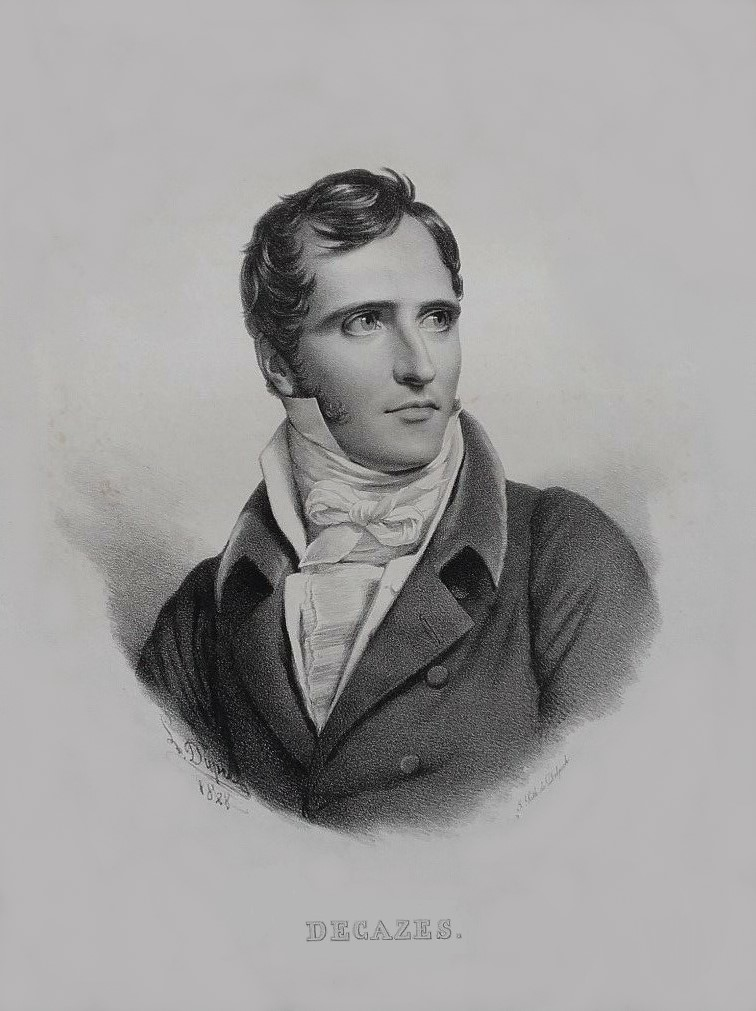
Ritratto del primo ministro Élie Decazes

La situazione, per il sovrano, era effettivamente complicata: egli aveva sostenuto i due governi liberali del Dessolles e del Decazes. Ed entrambe erano stati licenziati sotto le pressioni della parte reazionaria: il primo a causa delle potenze alleate, il secondo direttamente della casa reale.  Non restava, a Luigi XVIII, che aprire a destra allargando il governo al partito degli ultra-realisti.
Non attribuì, però, direttamente l'incarico al leader della fazione ultra, il Villèle, ma gli preferì un uomo di sicura fede: Richelieu.  Affiancandogli il Chateaubriand (notevole anti-liberale) ministro degli esteri.  E, soprattutto, due leader della fazione ultra, nella persona del Villèle, appunto, e del Corbière: era la prima volta che un governo di Luigi XVIII faceva spazio ad esponenti di tale partito.
La stabilità del nuovo governo, tuttavia, non sarebbe stata assicurata, sinché la Camera dei deputati fosse stata controllata dalla maggioranza liberale. Luigi XVIII chiese, quindi, al Richelieu di ottenere una nuova maggioranza.

### Il rovesciamento della Camera liberale

#### Il Secondo terrore bianco

Ritratto dell'abate Grégoire

Il secondo governo Richelieu entrò in carica il 21 febbraio 1820. E Richelieu prese ad eseguire la missione affidatagli.
I liberali alla Camera costituivano una netta maggioranza.  Ma reagirono debolmente, condizionati com'era dalla generale indignazione seguita all'assassinio del Berry.  E dalla coscienza che la Francia era ancora una nazione a sovranità limitata l'unica garanzia dalle ingerenze straniere era rappresentata da Luigi XVIII.  Ciò secondo i termini del protocollo (abbastanza) segreto di Aquisgrana e come appena dimostrato dal caso Dessolles - abate Grégoire. Dal che conseguiva che i liberali avrebbero potuto governare unicamente d'accordo con il re, mai contro.
Richelieu seppe profittare di questa debolezza, imponendo, già a marzo 1820, alla Camera l'approvazione delle leggi che ristabilivano la censura, con tanto di autorizzazione preventiva.  Contestualmente vennero aumentati i poteri di polizia e ridotte le libertà personali.  Simili provvedimenti consentirono al governo di procedere contro i giornali radicali e liberali, chiudendoli d'autorità o svenandoli con processi e vari interventi di autorità.
I radicali reagirono battezzando tale complesso di provvedimenti: il Secondo terrore bianco.  Benché avesse molto poco a che fare il precedente del 1815, che era consistito in una diffusa reazione popolare anti-napoleonica, alla quale il re e Richelieu si erano, semmai, opposti. Venne persino abbozzato un tentativo pronunciamento della guarnigione militare (probabilmente sull'esempio spagnolo di del Riego), scoperto in fase assai preliminare e represso senza eccessiva severità.
Richelieu, infatti, era primariamente interessato al completamento della ‘missione’ affidatagli dal sovrano: una volta messa sotto controllo l'opinione pubblica, non restava che cambiare (un'ennesima volta) la legge elettorale e indire le desiderate elezioni.

#### La legge del doppio voto

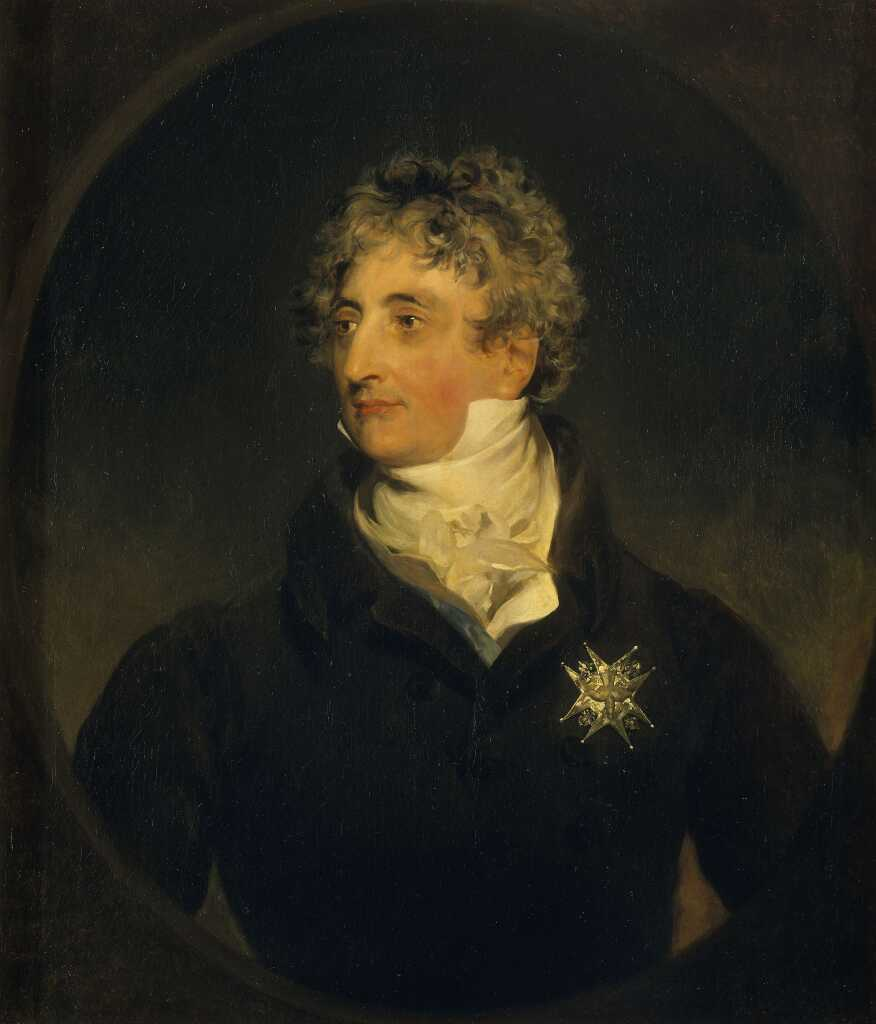
Ritratto del duca di Richelieu

L'atto successivo venne il 2 giugno 1820, con l'approvazione della legge del doppio voto, disegnata per aumentare la rappresentatività del quarto più ricco del, già ristretto, elettorato: l'insieme del corpo elettorale (circa 96 000 uomini, con un censo annuale pari a 300 franchi) votava per un parco di 258 deputati (il 60%), dopodiché il quarto più ricco votava una seconda volta, per 172 deputati supplementari (il 40%).

#### La elezione di una nuova Camera a maggioranzaultra
Si trattò di un passaggio fondamentale nella storia della restaurazione francese:
- la legge rappresentava un orribile strumento giuridico (tanto singolare da passare alla storia del diritto costituzionale), che offendeva il sentimento dell'opinione pubblica moderata e liberale, allontanandola dalla causa monarchia e avvicinandola alle posizioni dei, sin lì, assai deboli radicali,
- essa produsse un trionfo degli ultra alle elezioni del novembre 1820 della Camera dei Deputati.

Incidentalmente, essa condannò la memoria del Richelieu di fronte alla memoria storica francese.  Cancellando i, brillanti, risultati del suo primo governo.

## Una politica interna decisamente reazionaria
La nuova maggioranza parlamentare consentì al Richelieu di dare nuovo impulso ad un programma legislativo che si poteva dire, ormai, pienamente reazionario.  Si ricordano, in particolare:
- l'ordinanza del 27 febbraio 1821, che mise le università sotto la sorveglianza delle istituzioni ecclesiastiche,
- la riproposizione del progetto di concordato già bocciato nel 1816, le cui disposizioni vennero, in parte, accolte con una legge approvata il 4 luglio.  Esse integrarono il concordato del 1801, che restò, formalmente, in vigore.

Una legislazione decisamente ultra in politica interna, unita ad un atteggiamento 'liberale' in politica economica:  il 5 maggio 1821, ottenuta la necessaria autorizzazione governativa, venne costituita la prima compagnia ferroviaria francese.

### Morte di Napoleone

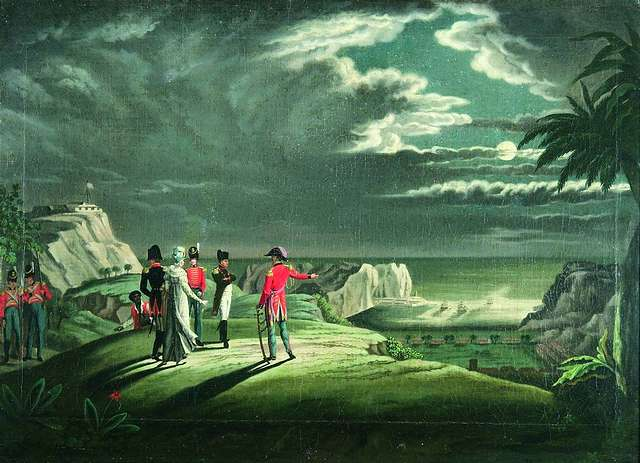
Napoleone a Sant'Elena

Il 5 luglio 1821 la Francia venne investita dall'annuncio della morte di Napoleone, avvenuta il 5 maggio a Sant'Elena. Con i radicali (comunque anti-napoleonici) ridotti al silenzio e i liberali bloccati dalla necessità di un consenso del sovrano che ora loro mancava, la scomparsa dell'Imperatore rese possibile un avvicinamento alla monarchia del partito bonapartista, compresi moltissimi ufficiali e truppa, che furono liberati dal giuramento di fedeltà all'Imperatore. Richelieu ne uscì curiosamente rafforzato: a perderlo fu, semmai, la grandezza del proprio successo.

### Caduta del governo

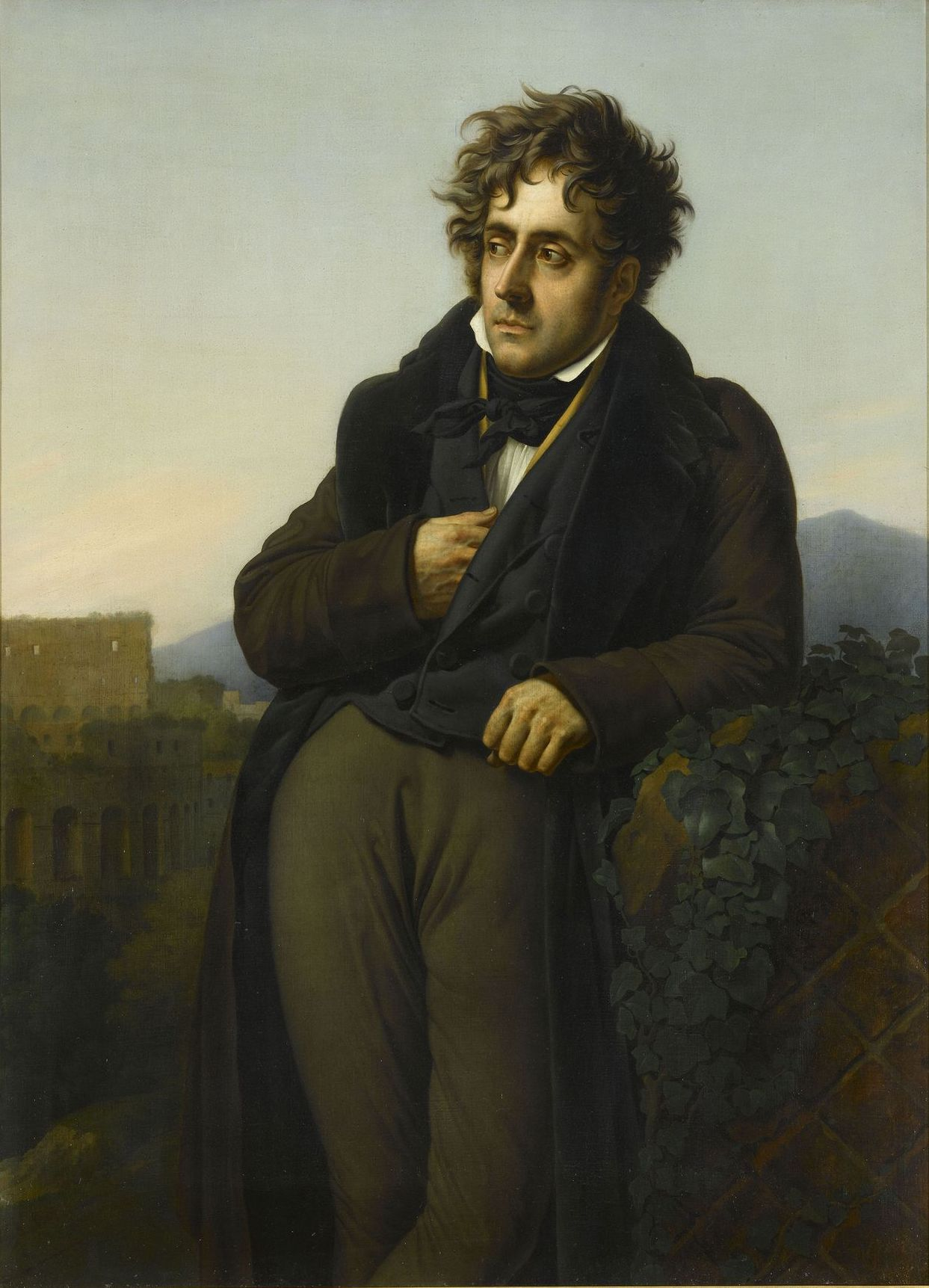
Ritratto di François-René de Chateaubriand

Richelieu aveva concluso la sua missione: la casa dei Borbone appariva assai rafforzata, la morte di Napoleone toglieva molti alibi alla ingerenza delle potenze straniere.  Le conseguenze nefaste della sua politica anti-costituzionale di là da venire. Ma si era trattato di una politica decisamente ultra.  E, se essa aveva portato tanti vantaggi, non v'era più motivo perché Luigi XVIII non incaricasse direttamente il capo della maggioranza ultra alla Camera, conte di Villèle (peraltro con molti amici a corte, da Rochefoucauld a Madame du Cayla, l'amante del re).

## Esito
Richelieu venne, quindi, dimissionato il 12 dicembre 1821. Villèle, subito promosso conte, si dimostrò un adeguato prosecutore della politica del predecessore: rinforzò la censura, andò denunciando numerose congiure liberali, seguite da azioni repressive e completò il reingresso della Francia nel consesso delle grandi potenze, autorizzando la trionfale spedizione di Spagna, cantata dal Chateaubriand nelle Memorie d'oltretomba.
Nel frattempo, Richelieu aveva lasciato definitivamente la vita politica.  Morì poco dopo, di un colpo apoplettico, il 17 maggio 1822 a 55 anni.

## Ascendenza
|                                              |                            |                                       | Genitori                                      |  |  | Nonni |  |  | Bisnonni                           |  |  | Trisnonni                           |  |
|                                              |                            |                                       |                                               |  |  |       |  |  | Armand Jean de Vignerot du Plessis |  |  | François de Vignerot de Pontcourlay |  |
|                                              |                            |                                       |                                               |  |  |       |  |  | Armand Jean de Vignerot du Plessis |  |  | François de Vignerot de Pontcourlay |  |
|                                              |                            | Marie-Françoise de Guémadeuc          |                                               |  |  |       |  |  | Armand Jean de Vignerot du Plessis |  |  |                                     |  |
| Louis François Armand de Vignerot du Plessis |                            |                                       |                                               |  |  |       |  |  | Armand Jean de Vignerot du Plessis |  |  |                                     |  |
|                                              |                            | Anne-Marguerite d'Acigné              | Jean Léonard d'Acigné                         |  |  |       |  |  |                                    |  |  |                                     |  |
|                                              |                            | Anne-Marguerite d'Acigné              | Jean Léonard d'Acigné                         |  |  |       |  |  |                                    |  |  |                                     |  |
|                                              |                            | Anne-Marguerite d'Acigné              | Marie Anne d'Acigné                           |  |  |       |  |  |                                    |  |  |                                     |  |
| Louis-Antoine-Sophie de Vignerot du Plessis  |                            | Anne-Marguerite d'Acigné              |                                               |  |  |       |  |  |                                    |  |  |                                     |  |
|                                              |                            | Anne-Marie-Joseph de Lorraine         | Alphonse-Henri de Lorraine                    |  |  |       |  |  |                                    |  |  |                                     |  |
|                                              |                            | Anne-Marie-Joseph de Lorraine         | Alphonse-Henri de Lorraine                    |  |  |       |  |  |                                    |  |  |                                     |  |
|                                              |                            | Anne-Marie-Joseph de Lorraine         | Marie-Françoise de Brancas                    |  |  |       |  |  |                                    |  |  |                                     |  |
| Élisabeth-Sophie de Lorraine                 |                            | Anne-Marie-Joseph de Lorraine         |                                               |  |  |       |  |  |                                    |  |  |                                     |  |
|                                              |                            | Marie Louise Jeannin de Castille      | Gaspard Jeannin de Castille                   |  |  |       |  |  |                                    |  |  |                                     |  |
|                                              |                            | Marie Louise Jeannin de Castille      | Gaspard Jeannin de Castille                   |  |  |       |  |  |                                    |  |  |                                     |  |
|                                              |                            | Marie Louise Jeannin de Castille      | Louise Diane Dauvet                           |  |  |       |  |  |                                    |  |  |                                     |  |
| Armand Emmanuel du Plessis de Richelieu      |                            | Marie Louise Jeannin de Castille      |                                               |  |  |       |  |  |                                    |  |  |                                     |  |
|                                              | Louis-Charles de Hautefort | François-Marie de Hautefort           |                                               |  |  |       |  |  |                                    |  |  |                                     |  |
|                                              | Louis-Charles de Hautefort | François-Marie de Hautefort           |                                               |  |  |       |  |  |                                    |  |  |                                     |  |
|                                              | Louis-Charles de Hautefort | Marie-Françoise-Hélie de Pompadour    |                                               |  |  |       |  |  |                                    |  |  |                                     |  |
| Emmanuel-Dieudonné de Hautefort              | Louis-Charles de Hautefort |                                       |                                               |  |  |       |  |  |                                    |  |  |                                     |  |
|                                              |                            | Anne-Louise de Crevant d'Humières     | Louis de Crevant d'Humières                   |  |  |       |  |  |                                    |  |  |                                     |  |
|                                              |                            | Anne-Louise de Crevant d'Humières     | Louis de Crevant d'Humières                   |  |  |       |  |  |                                    |  |  |                                     |  |
|                                              |                            | Anne-Louise de Crevant d'Humières     | Louise Antoinette Thérèse de la Châtre        |  |  |       |  |  |                                    |  |  |                                     |  |
| Adélaïde-Gabrielle de Hautefort              |                            | Anne-Louise de Crevant d'Humières     |                                               |  |  |       |  |  |                                    |  |  |                                     |  |
|                                              |                            | François d'Harcourt                   | Henri d'Harcourt                              |  |  |       |  |  |                                    |  |  |                                     |  |
|                                              |                            | François d'Harcourt                   | Henri d'Harcourt                              |  |  |       |  |  |                                    |  |  |                                     |  |
|                                              |                            | François d'Harcourt                   | Marie Anne Claude Brulart de Genlis           |  |  |       |  |  |                                    |  |  |                                     |  |
| Françoise-Claire d'Harcourt                  |                            | François d'Harcourt                   |                                               |  |  |       |  |  |                                    |  |  |                                     |  |
|                                              |                            | Marie-Madeleine Le Tellier-Barbezieux | Louis-François-Marie Le Tellier de Barbezieux |  |  |       |  |  |                                    |  |  |                                     |  |
|                                              |                            | Marie-Madeleine Le Tellier-Barbezieux | Louis-François-Marie Le Tellier de Barbezieux |  |  |       |  |  |                                    |  |  |                                     |  |
|                                              |                            | Marie-Madeleine Le Tellier-Barbezieux | Marie Thérèse Delphine d'Alègre               |  |  |       |  |  |                                    |  |  |                                     |  |
|                                              |                            | Marie-Madeleine Le Tellier-Barbezieux |                                               |  |  |       |  |  |                                    |  |  |                                     |  |